# ورزشگاه شهر نویمبریان
ورزشگاه شهر نویمبریان (ارمنی: Նոյեմբերյանի քաղաքային մարզադաշտ) ورزشگاهی فوتبال در نویمبریان، ارمنستان و ورزشگاه خانگی باشگاه فوتبال یزرک و باشگاه فوتبال آزناوور بود.
این ورزشگاه در ۱۸ اکتبر ۲۰۱۳ میلادی بازگشایی شده است و ظرفیت آن ۱۰۰ نفر (در آینده ۱٬۵۰۰ نفر) است.